# Walter Tello
Walter Tello (nacido el 13 de octubre de 1986) es un exboxeador profesional panameño. Compitió por el título interino de la OMB en 2009 y el título de la AMB en 2010, ambos en el Peso minimosca.

## Carrera profesional
Tello hizo su debut profesional en 2006. Después de un rápido comienzo de su carrera con marca de 6-1, luchó contra el veterano Edwin Díaz por su título latino peso minimosca de la OMB y ganó por nocaut técnico (TKO) el 23 de febrero de 2008 para conseguir su primer cinturón. Después de cuatro victorias más, recibió una oportunidad por el título interino de peso minimosca de la OMB, pero perdió (de manera desigual) ante el luchador mexicano Manuel Vargas en Hermosillo por decisión unánime (UD) el 14 de febrero de 2009 Fue su primera pelea fuera de Panamá. Un año después, recibió otra oportunidad por el título mundial cuando peleó contra Giovani Segura, nuevamente en México, por su título de peso mosca ligero de la AMB. La pelea, celebrada el 20 de febrero de 2010, fue detenida a favor de Segura en el tercer asalto después de que conectó varios ganchos y ganchos al joven panameño. Tello perdió peleas consecutivas ante el contendiente al título mundial Carlos Melo en noviembre de 2010 y marzo de 2011, ambas por decisión. Sin embargo, Tello siguió esto derrotando a su compatriota Carlos Ortega dos veces en un lapso de 17 meses. Esto le valió una tercera oportunidad por el título mundial. Luchó contra Alberto Rossel por el cinturón interino de peso mosca ligero de la AMB en Callao, Perú, el 16 de marzo de 2013. Durante los últimos asaltos de la pelea, Tello estuvo a punto de ser derribado varias veces, pero sobrevivió los 12 asaltos. Sin embargo, los jueces anotaron la pelea 118-115, 118-114 y 117-111, todos a favor del favorito local, Rossel. Tello ganó su segundo cinturón de campeonato cuando derrotó a Erick Flores (por tercera vez en su carrera) en la Ciudad de Panamá el 4 de junio de 2014 por nocaut técnico en el quinto asalto para ganar el título vacante latino de peso mosca ligero del CMB. Flores abandonó la pelea luego de una lesión en el hombro derecho. Tello viajó a Shanghái para pelear contra Randy Petalcorin por el título interino de peso mosca ligero de la AMB. Tello fue derribado en el séptimo asalto con un gancho de derecha. Tello se levantó, pero poco después volvió a ser derribado por un centro de izquierda. Después de la segunda caída, el árbitro Raúl Caiz, Sr. detuvo la pelea y le otorgó el cinturón a Petalcorin.

## Récord Profesional
| 21 Ganadas (8 knockouts), 11 Derrotas(4 knockouts), 0 Empates |        |                    |      |              |            |                                                         |                                                                 |
| Res.                                                          | Récord | Oponente           | Tipo | Round Tiempo | Fecha      | Lugar                                                   | Notas                                                           |
| P                                                             | 21-11  | Amrit Herrera      | UD   | 8 (8)        | 2016-08-20 | Hotel Sheraton Bijao, Santa Clara, Panamá               | Por el título Minimosca CBPP y el título FECARBOX Minimosca CMB |
| P                                                             | 21-10  | Azael Villar       | UD   | 8 (8)        | 2016-03-10 | Hotel El Panamá, Ciudad de Panamá, Panamá               |                                                                 |
| P                                                             | 21-9   | Juan José Landaeta | TKO  | 9 (10)       | 2015-09-06 | Techno Dome, Takaoka, Japón                             |                                                                 |
| G                                                             | 21-8   | Edwin Díaz         | UD   | 10 (10)      | 2014-10-25 | Gimnasio La Basita, David, Panamá                       |                                                                 |
| P                                                             | 20-8   | Randy Petalcorin   | TKO  | 7 (12)       | 2014-08-26 | Mercedes-Benz Arena, Shanghái, China                    | Por el título mundial interino Minimosca AMB                    |
| G                                                             | 20-7   | Erick Flores       | TKO  | 5 (8)        | 2014-06-04 | Hotel RIU, Ciudad de Panamá, Panamá                     | Gana el título Latino Minimosca CMB                             |
| G                                                             | 19-7   | Dennis Espinoza    | UD   | 6 (6)        | 2013-11-02 | Turiscentro Panamá, Paso Canoas, Panamá                 |                                                                 |
| P                                                             | 18-7   | Alberto Rossel     | UD   | 12 (12)      | 2013-03-16 | Coliseo Miguel Grau, Callao, Perú                       | Por el título mundial interino Minimosca AMB                    |
| G                                                             | 18-6   | Carlos Ortega      | MD   | 8 (8)        | 2012-12-01 | Gimnasio Los Naranjos, Boquete, Panamá                  |                                                                 |
| G                                                             | 17-6   | Reynaldo Mendoza   | TKO  | 6 (8)        | 2012-07-14 | Gimnasio Municipal, Puerto Armuelles, Panamá            |                                                                 |
| G                                                             | 16-6   | Carlos Ortega      | UD   | 8 (8)        | 2011-07-02 | Feria de San José, David, Panamá                        |                                                                 |
| P                                                             | 15-6   | Carlos Melo        | UD   | 10 (10)      | 2011-03-15 | Hotel Véneto, Ciudad de Panamá, Panamá                  | Por el título Mínimo CBPP                                       |
| P                                                             | 15-5   | Carlos Melo        | SD   | 10 (10)      | 2010-11-30 | Centro de Convenciones Atlapa, Ciudad de Panamá, Panamá |                                                                 |
| G                                                             | 15-4   | Jorle Estrada      | UD   | 10 (10)      | 2010-06-17 | Discoteca Dubái, Ciudad de Panamá, Panamá               |                                                                 |
| P                                                             | 14-4   | Giovanni Segura    | TKO  | 3 (12)       | 2010-02-20 | Discoteca El Alebrije, Acapulco, México                 | Por el título mundial Minimosca AMB                             |
| G                                                             | 14-3   | Erick Flores       | UD   | 8 (8)        | 2009-11-29 | Arena Roberto Duran, Juan Díaz, Panamá                  |                                                                 |
| P                                                             | 13-3   | Luis Ríos          | TKO  | 4 (11)       | 2009-07-21 | Centro de Convenciones Atlapa, Ciudad de Panamá, Panamá | Por el título Mínimo CBPP y el título Fedelatin Mínimo AMB      |
| G                                                             | 13-2   | Marlon Chavarría   | TKO  | 3 (8)        | 2009-06-10 | Centro de Convenciones Atlapa, Ciudad de Panamá, Panamá |                                                                 |
| G                                                             | 12-2   | Reynaldo Frutos    | UD   | 8 (8)        | 2009-04-04 | Gimnasio Los Naranjos, Boquete, Panamá                  |                                                                 |
| P                                                             | 11-2   | Manuel Vargas      | UD   | 12 (12)      | 2009-02-14 | Expo Fórum, Hermosillo, México                          | Por el título mundial interino Mínimo OMB                       |
| G                                                             | 11-1   | Carlos Campos      | UD   | 8 (8)        | 2008-11-28 | Centro de Convenciones Atlapa, Ciudad de Panamá, Panamá |                                                                 |
| G                                                             | 10-1   | Elvis Villagra     | TKO  | 4 (6)        | 2008-08-02 | Gimnasio Yuyin Luzcando, Betania, Panamá                |                                                                 |
| G                                                             | 9-1    | José Caraballo     | TKO  | 5 (8)        | 2008-06-21 | Gimnasio Yuyin Luzcando, Betania, Panamá                |                                                                 |
| G                                                             | 8-1    | Humberto Obando    | SD   | 10 (10)      | 2008-04-25 | Gimnasio Yuyin Luzcando, Betania, Panamá                |                                                                 |
| G                                                             | 7-1    | Edwin Díaz         | TKO  | 7 (12)       | 2008-02-23 | Gimnasio del Club de Leones, El Marañón, Panamá         | Gana el título Latino Mínimo OMB                                |
| G                                                             | 6-1    | Erick Flores       | UD   | 4 (4)        | 2007-12-01 | Arena Roberto Duran, Juan Díaz, Panamá                  |                                                                 |
| G                                                             | 5-1    | Javier Carpintero  | TKO  | 3 (4)        | 2007-09-08 | Gimnasio del Club de Leones, El Marañón, Panamá         |                                                                 |
| G                                                             | 4-1    | Jesús Santos       | UD   | 4 (4)        | 2007-07-13 | Domo de la Universidad de Panamá, El Cangrejo, Panamá   |                                                                 |
| G                                                             | 3-1    | Iván Gallardo      | TKO  | 2 (4)        | 2006-12-16 | Gimnasio del Club de Leones, El Marañón, Panamá         |                                                                 |
| G                                                             | 2-1    | Humberto Obando    | UD   | 4 (4)        | 2006-11-17 | Hotel Meliá, Colón, Panamá                              |                                                                 |
| G                                                             | 1-1    | Jesús Santos       | UD   | 4 (4)        | 2006-06-17 | Gimnasio Escolar, David, Panamá                         |                                                                 |
| P                                                             | 0-1    | Iván Gallardo      | MD   | 4 (4)        | 2006-03-26 | Feria de David, David, Panamá                           |                                                                 |